# Coccobius juliae
Coccobius juliae is een vliesvleugelig insect uit de familie Aphelinidae. De wetenschappelijke naam is voor het eerst geldig gepubliceerd in 2000 door Myartseva.